# Web Service Deployment Descriptor
Web Service Deployment Descriptor (WSDD) är inte standard men används av Öppen källkod webbserviceprodukten Axis från Apache Software Foundation. WSDD definierar XML-gränssnitt till en webbtjänst. WSDD kan genereras från standard WSDL.